# Rawandiyya
Rawandiyya fou una secta xiïta extremista del Khurasan, sorgida del moviment abbàssida en aquesta província. Encara que a vegades el nom de rawandiyya es va donar a tot el moviment abbàssida, correspon pròpiament només a una part d'aquest moviment. Després de la mort del califa al-Mansur la secta va desaparèixer absorbida pels khurramites i altres menors. No se sap qui va originar el seu nom, ja que es citen diversos personatges com a possible origen (al-Kasim ibn Rawand, Abu l-Abbas al-Rawandi i Abd Allah al-Rawandi).